# Witaszyn (gromada)
Witaszyn – dawna gromada, czyli najmniejsza jednostka podziału terytorialnego Polskiej Rzeczypospolitej Ludowej w latach 1954–1972.
Gromady, z gromadzkimi radami narodowymi (GRN) jako organami władzy najniższego stopnia na wsi, funkcjonowały od reformy reorganizującej administrację wiejską przeprowadzonej jesienią 1954 do momentu ich zniesienia z dniem 1 stycznia 1973, tym samym wypierając organizację gminną w latach 1954–1972.
Gromadę Witaszyn siedzibą GRN w Witaszynie utworzono – jako jedną z 8759 gromad na obszarze Polski – w powiecie radomskim w woj. kieleckim, na mocy uchwały nr 13i/54 WRN w Kielcach z dnia 29 września 1954. W skład jednostki weszły obszary dotychczasowych gromad Jasionna, Korzeń, Kożuchów, Redlin i Witaszyn ze zniesionej gminy Białobrzegi w tymże powiecie. Dla gromady ustalono 13 członków gromadzkiej rady narodowej.
1 stycznia 1956 gromada weszła w skład nowo utworzonego powiatu białobrzeskiego w tymże województwie.
1 stycznia 1969 gromady Witaszyn wyłączono wsie Korzeń, Witaszyn, Jasionna i Klamy włączając je do nowo utworzonej gromady Białobrzegi, po czym gromadę Witaszyn zniesiono a jej (pozostały) obszar włączono do nowo utworzonej gromady Wyśmierzyce.